# Monumenta Serica Monograph Series
Die Monumenta Serica Monograph Series („Monographien-Buchreihe der Monumenta Serica“) ist eine sinologische Buchreihe der Steyler Missionare im Missionshaus St. Augustin, die seit 1937 in verschiedenen Sprachen (Französisch, Englisch, Deutsch) erscheint (zuerst an der  Katholischen Fu-Jen-Universität Peking). Von 1985 bis 2014 wurde sie im Steyler Verlag in Sankt Augustin und Nettetal veröffentlicht. Seit 2015 erscheint sie bei Maney Publishing (Leeds). Herausgegeben wird sie vom Monumenta Serica Institut (bis Ende 2012 unter Roman Malek und zurzeit unter Zbigniew Wesołowski).
Sie hat eine wechselvolle Erscheinungsgeschichte, wie unter anderem an ihren Verlagsorten: Peking, Los Angeles, Sankt Augustin und Nettetal erkennbar ist.
Ihr Spektrum umfasst Einzelstudien, Dissertationen und Konferenzbände zu klassischen sinologischen Themen, z. B. Forschungen zur chinesischen Kultur, Philosophie, Literatur und Geschichte. Ein Schwerpunkt ist die Geschichte chinesischer Religionen, darunter auch die des Christentums in China. Im Mittelpunkt steht dabei die Mission der katholischen Kirche in China (siehe Hauptartikel Jesuiten und Jesuitische Mission). Auch Festschriften für Sinologen aus aller Welt sind in ihr erschienen.
Verschiedene Publikationen sind in Zusammenarbeit mit anderen katholischen oder akademischen Institutionen entstanden, wie z. B. dem China-Zentrum in Sankt Augustin bei Bonn oder der Ferdinand Verbiest Foundation (Leuven) oder der Fondazione Civiltà Bresciana (Brescia).

## Übersicht
| Bd. | Buchtitel | Autor / Hrsg. des Bandes                                                             | Ort, Verlag, Jahr u. a. | Sonstiges |
| --- | --- | ------------------------------------------------------------------------------------ | --- | --- |
| 1   | Textes oraux ordos / recueillis et publiés avec introd., notes morphologiques, commentaires et glossaire | Antoine Mostaert                                                                     | Peking: Vetch in Komm., 1937 | |
| 2   | An Outline of modern Chinese family law | Marc van der Valk                                                                    | Peking: Vetch, 1939 | |
| 3   | Lokalkulturen im alten China; Teil: 2: Die Lokalkulturen des Südens und Ostens | Wolfram Eberhard                                                                     | Peking: Catholic University, 1942 | Untersuchungen über den Aufbau der chinesischen Kultur 2,2                                                                                                |
| 4   | Der Jesuiten-Atlas der Kanghsi-Zeit : seine Entstehungsgeschichte nebst Namensindices für die Karten der Mandjurei, Mongolei, Ostturkestan und Tibet; mit Wiedergabe der Jesuiten-Karten in Originalgröße               | Walter Fuchs                                                                         | Peking: Fu-Jen-Universität, 1943 | |
| 5   | Ordos dialect | Antoine Mostaert                                                                     | Peking: Catholic University, 1941–1944 | |
| 6   | Le dialecte monguor parlé par les mongols du Kansou occidental, IIe partie | A. de Smedt; Antoine Mostaert                                                        | Peking: Catholic University, 1945 | |
| 7   | Shina gakujutsu bungeshi. Geschichte der chinesischen Literatur und ihrer gedanklichen Grundlage nach Nagasawa Kikuya Shina gakujutsu bungeishi                                                                         | Kikuya Nagasawa; Eugen Feifel                                                        | Peking: Catholic University, 1945 | |
| 8   | The "Mongol atlas" of China | Walter Fuchs; Siben Zhu; Hongxian Luo                                                | Peking: Fu Jen University, 1946 | |
| 9   | Quellen zur Rechtsgeschichte der T'ang-Zeit | Karl Bünger                                                                          | Peking: Catholic Univ., 1946 | Neuauflage 1996 |
| 10  | Bolur erike, "eine Kette aus Bergkristallen" : eine mongolische Chronik der Kienlung-Zeit von Rasipungsuġ (1774/75) literaturhistorisch untersucht                                                                      | Walther Heissig; Rasipungsuġ                                                         | Peking: Fu-Jen Univ., 1946 | |
| 11  | Folklore ordos: traduction des Textes oraux ordos | Antoine Mostaert                                                                     | Peking: Catholic University, 1947 | |
| 12  | Itô Jinsai, a philosopher, educator and sinologist of the Tokugawa period | Joseph John Spae                                                                     | Peking: Catholic Univ. of Peking, 1948 | Thesis – Columbia University |
| 13  | The book of Chao: a translation from the original Chinese with introduction, notes and appendices | Walter Liebenthal; Sengzhao                                                          | Peking: Catholic University of Peking, 1948 | |
| 14  | Bronze casting and bronze alloys in ancient China | Noel Barnard                                                                         | Canberra Australian National University [1961] | |
| 15  | Western and central Asians in China under the Mongols: their transformation into Chinese = [Yuan xi yu ren Hua hua kao 元西域人華化考]                                                                                  | Yuan Chen 陳垣, 1880–1971; Hsing-hai Ch’ien 銭星海; L Carrington Goodrich            | Los Angeles: Monumenta Serica at the University of California, 1966 (Bundesstaatliche Regierungsveröffentlichung); Reprint Nettetal: Steyler Verlag-Wort und Werk, 1989 | |
| 16  | Preservation of Learning. With an Introduction on His Life and Thought | Yen Yüan, Translated by Mansfield Freeman                                            | Los Angeles 1972 | |
| 17  | P. Joachim Bouvet S.J. Sein Leben und sein Werk | Claudia von Collani                                                                  | Sankt Augustin, Nettetal 1985 | |
| 18  | A Sinologist's Handlist of Sino-Tibetan Lexical Comparisons | W. South Coblin                                                                      | Sankt Augustin, Nettetal 1986 | |
| 19  | The Stone Drums of Ch'in | Gilbert L. Mattos                                                                    | Sankt Augustin, Nettetal 1988 | |
| 20  | Seven Steps to the Tao: Sima Chengzhen's "Zuowanglun" | Livia Köhn                                                                           | Sankt Augustin, Nettetal 1987 | |
| 21  | Cheng Pan-ch'iao. Poet, Painter and Calligrapher | Karl-Heinz Pohl                                                                      | Sankt Augustin, Nettetal 1990 | |
| 22  | Philippe Couplet, S.J. (1623–1693). The Man Who Brought China to Europe | Jerome Heyndrickx (ed.)                                                              | Sankt Augustin, Nettetal 1990 | gemeinsame Veröffentlichung des Monumenta Serica Instituts und der Ferdinand Verbiest Foundation (Leuven)                                                 |
| 23  | Peking Paper Gods. A Look at Home Worship, | Anne S. Goodrich                                                                     | Sankt Augustin, Nettetal 1991 | |
| 24  | The Shifting Center: The Original "Great Plan" and Later Readings | Michael Nylan                                                                        | Sankt Augustin, Nettetal 1992 | |
| 25  | Johann Adam Schall von Bell S.J. Missionar in China, kaiserlicher Astronom und Ratgeber am Hofe von Peking 1592–1666. Ein Lebens- und Zeitbild                                                                          | Alfons Väth unter Mitwirkung von Louis van Hee                                       | Sankt Augustin, Nettetal 1991 | gemeinsame Veröffentlichung des China-Zentrums und des Monumenta Serica Instituts                                                                         |
| 26  | Moral Enlightenment. Leibniz and Wolff on China | Julia Ching, Willard G. Oxtoby                                                       | Sankt Augustin, Nettetal 1992 | |
| 27  | Die Dharani des Großen Erbarmens des Boddhisatva Avalokitesvara mit tausend Händen und Augen. Übersetzung und Untersuchung ihrer textlichen Grundlage sowie Erforschung ihres Kultes in China                           | Maria Dorothea Reis-Habito                                                           | Sankt Augustin, Nettetal 1993 | |
| 28  | The "Astronomia Europaea" of Ferdinand Verbiest S.J. (Dillingen, 1687). Text, Translation, Notes and Commentaries | Noel Golvers                                                                         | Sankt Augustin, Nettetal 1993 | gemeinsame Veröffentlichung des Monumenta Serica Instituts und der Ferdinand Verbiest Foundation (Leuven)                                                 |
| 29  | T'ien-fei hsien-sheng lu. "Die Aufzeichnungen von der manifestierten Heiligkeit der Himmelsprinzessin". Einleitung, Übersetzung, Kommentar                                                                              | Gerd Wädow                                                                           | Sankt Augustin, Nettetal 1992 | |
| 30  | Ferdinand Verbiest, S.J. (1623–1688): Jesuit Missionary, Scientist, Engineer and Diplomat. | John W. Witek, S.J. (ed.)                                                            | Sankt Augustin, Nettetal 1994 | gemeinsame Veröffentlichung des Monumenta Serica Instituts und der Ferdinand Verbiest Foundation (Leuven)                                                 |
| 31  | Religion im heutigen China. Politik und Praxis | Donald Macinnis, Deutsche Übersetzung herausgegeben im China-Zentrum von Roman Malek | Sankt Augustin, Nettetal 1993 | gemeinsame Veröffentlichung des China-Zentrums und des Instituts Monumenta Serica                                                                         |
| 32  | Das "Meihua xishen pu" des Song Boren aus dem 13. Jahrhundert. Ein Handbuch zur Aprikosenblüte in Bildern und Gedichten                                                                                                 | Peter Wiedehage                                                                      | Sankt Augustin, Nettetal 1995 | |
| 33  | The Chinese Rites Controversy: Its History and Meaning | D.E. Mungello (ed.)                                                                  | Sankt Augustin, Nettetal 1994 | gemeinsame Veröffentlichung des Monumenta Serica Instituts und Ricci Institute for Chinese-Western Cultural History (San Francisco)                       |
| 34  | Der Abbruch des Turmbaus. Studien zum Geist in China und im Abendland. Festschrift für Rolf Trauzettel | Hrsg. von Ingrid Krüßmann, Wolfgang Kubin und Hans-Georg-Möller                      | Sankt Augustin, Nettetal 1995 | |
| 35  | Western Learning and Christianity in China. The Contribution and Impact of Johann Adam Schall von Bell, S.J. (1592–1666). 2 Bde                                                                                         | Roman Malek (ed.)                                                                    | Sankt Augustin, Nettetal 1998 | gemeinsame Veröffentlichung des China-Zentrums und des Monumenta Serica Instituts                                                                         |
| 36  | Wang Kangnian (1860–1911) und die "Shiwubao" | Ewald Heck                                                                           | Sankt Augustin, Nettetal 2000 | |
| 37  | Il natural lume de Cinesi. Teoria e prassi dell' evangelizzazione in Cine nella "Breve relatione" di Philippe Couplet S.J. (1623–1693)                                                                                  | Secondino Gatta                                                                      | Sankt Augustin, Nettetal 1998 | |
| 38  | Lebens- und Kulturbegriff von Liang Shuming (1893–1988). Dargestellt anhand seines Werkes Dong-Xi wenhua ji qi zhexue                                                                                                   | Zbigniew Wesolowski                                                                  | Sankt Augustin, Nettetal 1997 | |
| 39  | Auspicious Omens and Miracles in Ancient China. Han, Three Kingdoms and Six Dynasties | Tiziana Lippiello                                                                    | Sankt Augustin, Nettetal 2001 | |
| 40  | Baihua. Zum Problem der Verschriftung gesprochener Sprache im Chinesischen. Dargestellt anhand morphologischer Merkmale in den "bianwen" aus Dunhuang                                                                   | Thomas Zimmer                                                                        | Sankt Augustin, Nettetal 1999 | |
| 41  | Quellenstudien zur Landvergabe und Bodenübertragung in der westlichen Zhou-Dynastie (1045?–771 v. Chr.) | Ulrich Lau                                                                           | Sankt Augustin, Nettetal 1999 | |
| 42  | "Scholar from the West." Giulio Aleni S.J. (1582–1649) and the Dialogue between Christianity and China | Tiziana Lippiello, Roman Malek (eds.)                                                | Sankt Augustin, Nettetal 1997 | |
| 43  | Bible in Modern China. The Literary and Intellectual Impact | Irene Eber et al. (eds.)                                                             | Sankt Augustin, Nettetal 1999 | |
| 44  | Jews and Judaism in Traditional China. A Comprehensive Bibliography | Donald Daniel Leslie                                                                 | Sankt Augustin, Nettetal 1998 | |
| 45  | The Bible in China. The History of The Union Version or The Culmination of Protestant Missionary Bible Translation in China                                                                                             | Jost Oliver Zetzsche                                                                 | Sankt Augustin, Nettetal 1999 | |
| 46  | From Kaifeng ... to Shanghai. Jews in China | Roman Malek (ed.)                                                                    | Sankt Augustin, Nettetal 2000 | gemeinsame Veröffentlichung des Monumenta Serica Instituts und des China-Zentrums                                                                         |
| 47  | Die Aufnahme europäischer Inhalte in die chinesische Kultur durch Zhu Zongyuan (ca. 1616–1660) | Dominic Sachsenmaier                                                                 | Sankt Augustin, Nettetal 2001 | |
| 48  | Das Licht der Edlen (junzi zhi guang). Der Mond in der chinesischen Landschaftsmalerei, | Jeonghee Lee-Kalisch                                                                 | Sankt Augustin, Nettetal 2001 | |
| 49  | Leben und historische Bedeutung des ersten Dalai Lama dGe'dun grub pa dpal bzang po (1391–1475). Ein Beitrag zur Geschichte der d'Ge lugs pa-Schule und der Institution der Dalai Lamas                                 | Shen Weirong                                                                         | Sankt Augustin, Nettetal 2002 | |
| 50  | The Chinese Face of Jesus Christ (4 vols.) | Roman Malek (ed.)                                                                    | Nettetal 2002, 2003, 2005, 2007 | gemeinsame Veröffentlichung Monumenta Serica Instituts und des China-Zentrums, Sankt Augustin                                                             |
| 51  | Encounters and Dialogues. Changing Perspectives on Chinese-Western Exchanges from the Sixteenth to Eighteenth Centuries                                                                                                 | Xiaoxin Wu (ed.)                                                                     | Sankt Augustin, Nettetal 2005 | gemeinsame Veröffentlichung Monumenta Serica Instituts und des The Ricci Institute of Chinese-Western Cultural History at the University of San Francisco |
| 52  | The Shaping of the Book of Songs | Chen Zhi                                                                             | Sankt Augustin, Nettetal 2007 | |
| 53  | Francisco Varo’s Glossary of the Mandarin Language, 2 Bde. Vol.1: An English and Chinese Annotation of the Vocabulario de la Lengua Mandarina Vol.2: Pinyin and English Index of the Vocabulario de la Lengua Mandarina | W. South Coblin                                                                      | Sankt Augustin, Nettetal 2006 | |
| 54  | Islam in Traditional China. A Bibliographical Guide | Donald D. Leslie, Yang Daye 楊大業, Ahmed Youssef                                    | Sankt Augustin, Nettetal 2006 | |
| 55  | Forgive Us Our Sins. Confession in Late Ming and Early Qing China | Nicolas Standaert, Ad Dudink (eds.)                                                  | Sankt Augustin, Nettetal 2006 | |
| 56  | Kouduo richao. Li Jiubiao's Diary of Oral Admonitions. A Late Ming Christian Journal. | Translated, with Introduction and Notices by Erik Zürcher                            | Sankt Augustin, Nettetal 2007, 2 vols. | |
| 57  | Zurück zur Freude. Studien zur chinesischen Literatur und Lebenswelt und ihrer Rezeption in Ost und West. Festschrift für Wolfgang Kubin                                                                                | Marc Hermann u. Christian Schwermann unter Mitwirkung von Jari Grosse-Ruyken         | Sankt Augustin, Nettetal 2007 | |
| 58  | Ritendiskussionen am Hof der nördlichen Song-Dynastie (1034–1093). Zwischen Ritengelehrsamkeit, Machtkampf und intellektuellen Bewegungen                                                                               | Christian Meyer                                                                      | Sankt Augustin, Nettetal 2008 | |
| 59  | An Illustrated Life of Christ Presented to the Chinese Emperor. The History of Jincheng shuxiang (1640) | Nicolas Standaert                                                                    | Sankt Augustin, Nettetal 2007 | |
| 60  | The People and the Dao. New Studies in Chinese Religions in Honour of Daniel L. Overmyer | Philip Clart and Paul Crowe (Eds.)                                                   | Monumenta Serica Institut, Sankt Augustin, Steyler Verlag, Nettetal 2009                                                                                                | |
| 61  | Miscellanea Asiatica. Mélanges en l’honneur de Françoise Aubin. Festschrift in Honour of Françoise Aubin | Denise Aigle, Isabelle Charleux, Vincent Grossaert and Robert Hamayon (Eds.)         | Monumenta Serica Institut, Sankt Augustin, Steyler Verlag, Nettetal 2010                                                                                                | |
| 62  | Die Begegnung Chinas mit dem Christentum. Neue, durchgesehene Ausgabe mit Nachträgen und Index. | Jacques Gernet                                                                       | Monumenta Serica Institut, Steyler Verlag, Sankt Augustin 2012 | |
| 63  | The Splendours of Paradise. Murals and Epigraphic Documents et the Early Ming (2 Bände) | Ursula Toyka                                                                         | ISBN 9783805006170 | |
| 64  | On the School of Names in Ancient China | Bernard S. Solomon                                                                   | ISBN 9783805006101 | |
| 65  | "Das Fremde im eigenen Lande" | Dirk Kuhlmann                                                                        | ISBN 9783805006248 | |
| 66  | A Good Son Is Sad if He Hears the Name of His Father | Piotr Adamek                                                                         | ISBN 9781909662698 | |
| 67  | Konfuzianisches Ethos und westliche Wissenschaft | Hu Qiuhua                                                                            | ISBN 9781909662704 | |
| 68  | Rooted in Hope: China – Religion – Christianity / In der Hoffnung verwurzelt: China – Religion – Christentum |                                                                                      | 2-Volume Set, ISBN 9781138718081; Volume 1 9781138718111; Volume 2 9781138718050                                                                                        | |
| 69  | Giulio Aleni, Kouduo richao, and Christian–Confucian Dialogism in Late Ming Fujian | Song Gang                                                                            | ISBN 9781138589124 | |
| 70  | The "Zhenzheng lun" by Xuanyi: A Buddhist Apologetic Scripture of Tang China | Thomas Jülch                                                                         | ISBN 9780367182854 | |
| 71  | Believing in Ghosts and Spirits: The Concept of Gui in Ancient China | Hu Baozhu                                                                            | ISBN 9780367626341 | |
| 72  | Protecting the Dharma through Calligraphy in Tang China: A Study of the Ji Wang shengjiao xu 集王聖教序, The Preface to the Buddhist Scriptures Engraved on Stone in Wang Xizhi’s Collated Characters                   | Pietro De Laurentis                                                                  | ISBN 9781032136936 | |